# لوبیتل

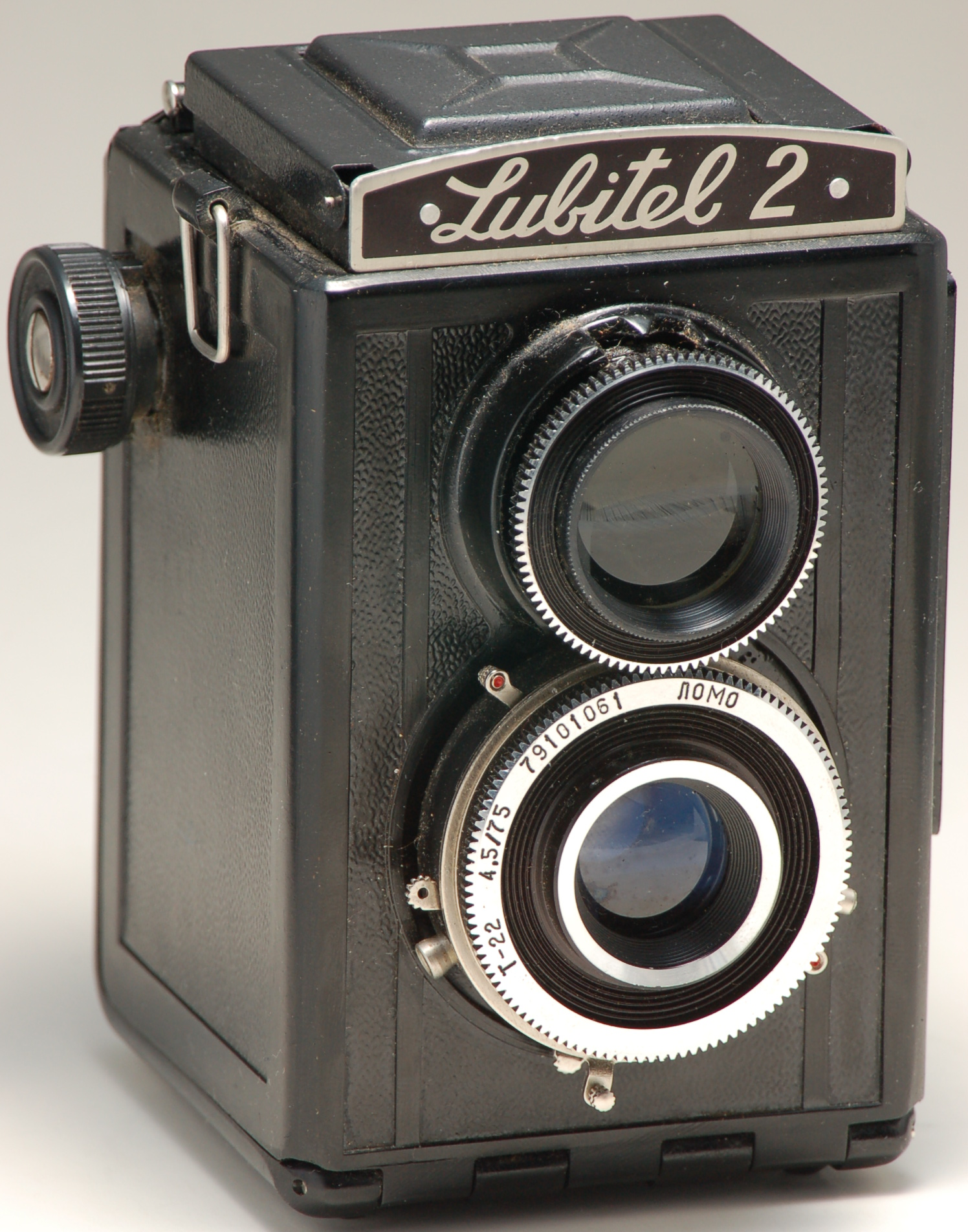
دوربین لوبیتل 2

لوبیتل نام دوربین عکاسی از نوع دوربین رفلکس لنز-دوقلو است که توسط شرکت لومو در روسیه تولید میشود.این دوربین درسال1970توسط شوروی ساخته و عرضه شد